# Víctor Lechuga
Víctor Lechuga (nascido em 10 de agosto de 1966) é um ciclista guatemalense que competiu no ciclismo nos Jogos Olímpicos de Verão de 1988, representando a Guatemala.